# Christelle N'Garsanet
Christelle N'Garsanet, née le 23 juin 1983 à Marcory (Côte d'Ivoire), est une joueuse de basket-ball de Côte d'Ivoire.

## Clubs
Après une saison en NJCAA à Illinois Central College, elle rejoint les Tigers du Missouri pour trois saisons. Elle est meilleure rebondeuse et seconde marqueuse de son équipe durant ses saisons junior et senior pour un total en carrière de 870 points et 255 rebonds. Elle est élue dans le deuxième meilleur cinq de la Big 12 en 2006 et deux fois dans le meilleur cinq académique. Choisie en 37e position de la draft WNBA 2006, elle joue quinze rencontres de la saison WNBA 2006 avec le Liberty de New York pour 1,8 point de moyenne par rencontre puis poursuit sa carrière en Europe avec le club polonais de AZS Gorzów pendant trois saisons.
Avec la Côte d'Ivoire de 200 à 2011, elle dispute et remporte les championnats d'Afrique 2009 (8,9 points, 7,4 rebonds et 1,3 passe décisive) et 2011 (6,5 points, 3,6 rebonds et 2,1 passes décisives). Sa sœur Stéphanie N’Garsanet a également été membre de la sélection nationale.
Après sa carrière de joueuse, elle devient deux ans auditrice associée pour KPMG à St. Louis, puis entraîneuse assistante de Lorene Ramsey dans son ancienne université de Illinois Central College en 2012-2013 pour un bilan de 32 victoires et 4 revers et une troisième place au tournoi NJCAA Division II et ensuite comme entraîneuse assistante avec le Salukis de Southern Illinois. Elle est promue entraîneuse associée de Salukis durant l'été 2016.

## Distinction personnelle
- Deuxième meilleur cinq de la Big 12 Conference en 2006